# 連結子会社
連結子会社（れんけつこがいしゃ）とは、企業会計等で親会社の連結財務諸表（連結決算）に全部連結の形で載る子会社のことを指す。

## 日本の連結子会社
日本においては、子会社の定義は会社法第二条第三号で「子会社　会社がその総株主の議決権の過半数を有する株式会社その他の当該会社がその経営を支配している法人として法務省令で定めるものをいう。」　と規定している。詳細は子会社参照。日本においては連結については、金融商品取引法で第三十二条の二第二項で「子法人等（特定主要株主が総株主等の議決権の過半数を保有していることその他の当該特定主要株主と密接な関係を有する法人その他の団体として政令で定める要件に該当する者をいう。）」と規定している。
子会社のうち、以下のものは連結子会社から除外される。
1. 支配が一時的であると認められる企業
2. 上記1以外の企業であって、連結することにより利害関係者の判断を著しく誤らせるおそれのある企業

以外のすべての子会社は、親会社の連結子会社となる。
しかし、重要性の原則が適用され、小規模子会社は連結子会社としないことができる（子会社であって、その資産、売上高等を考慮して、連結の範囲から除いても企業集団の財政状態、経営成績及びキャッシュ・フローの状況に関する合理的な判断を妨げない程度に重要性の乏しいものは、連結の範囲に含めないことができる）。

## 米国の連結子会社
米国では1959年のAPB51号（連結財務諸表）以来、原則、連結子会社の議決権の過半数の保有を選定基準にしている。

## 国際会計基準
IAS27号は連結子会社について数値基準ではなく「支配」概念によって定義を行っている。